# Parc rural du Nord-Lantau

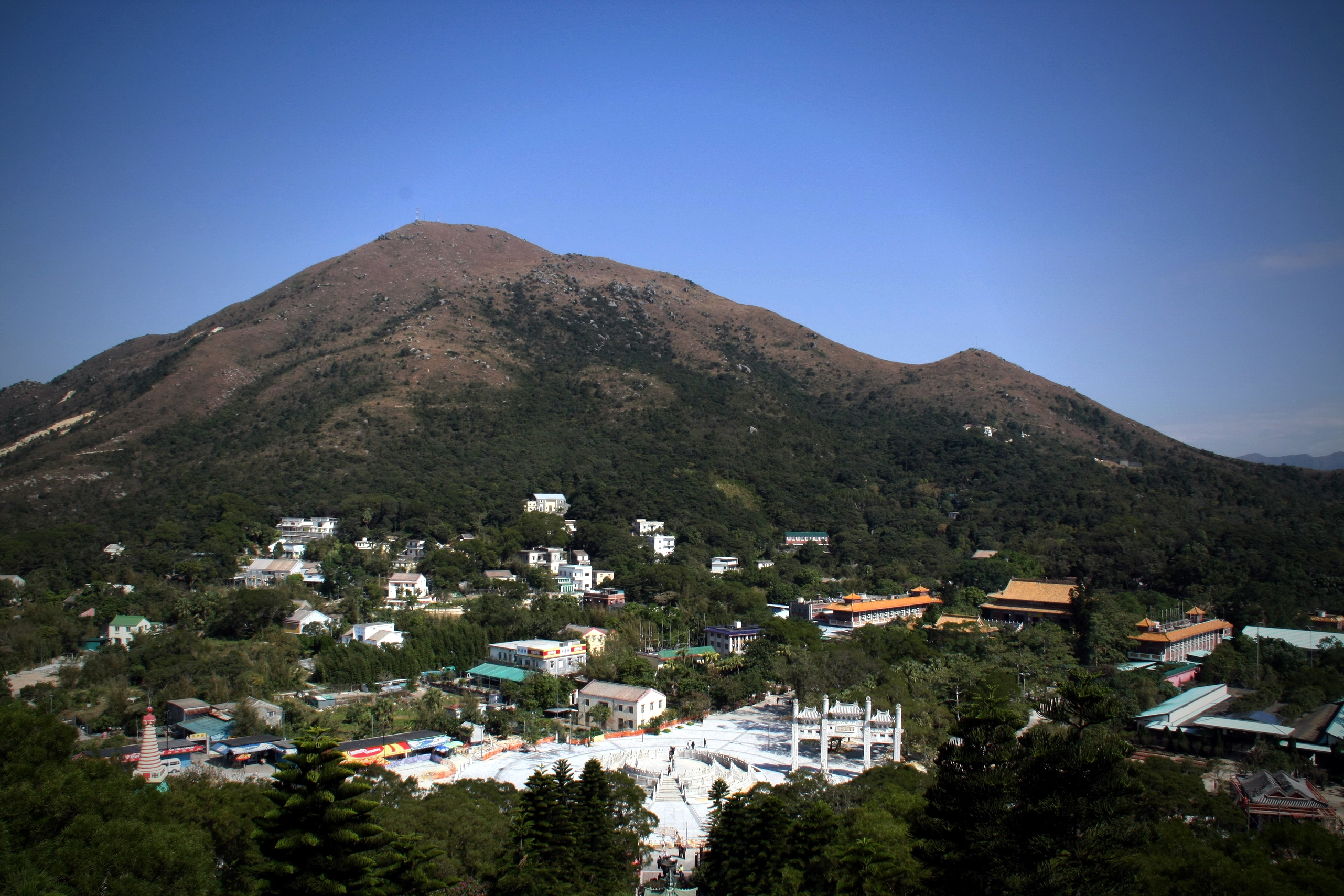
Ngong Ping

Le parc rural du Nord-Lantau (en chinois traditionnel    : 北大嶼郊野公園) est l'un des deux parcs ruraux de l'île de Lantau à Hong Kong, situé sur le côté nord de l'île. Crée en 1978, il a une superficie de 22 km2.
Les lieux d'intérêt du parc incluent :
- Chemin de randonnée (Country Trail) Wong Lung Hang
- Fort de Tung Chung
- Tai Tung Shan ou Pic Sunset
- Yi Tung Shan
- Lin Fa Shan 766 m
- Lo Fu Tau 460 m
- Trois Tours